# Le Dernier Prédateur (roman)
 (juin 2021).
Si vous disposez d'ouvrages ou d'articles de référence ou si vous connaissez des sites web de qualité traitant du thème abordé ici, merci de compléter l'article en donnant les références utiles à sa vérifiabilité et en les liant à la section « Notes et références ».
Le Dernier Prédateur (en anglais : The Last Vampire) est le second tome de la saga Les Prédateurs, roman fantastique de Whitley Strieber, publié en 2001. 